# والتر بيريز (لاعب كرة قدم)
والتر بيريز (بالإسبانية: Walter Pérez) هو لاعب كرة قدم أرجنتيني، ولد في 23 أكتوبر 1998 في الأرجنتين. لعب مع هوراكان.

## وصلات خارجية
- والتر بيريز على موقع قاعدة بيانات كرة القدم.إي يو (الإنجليزية)
- والتر بيريز على موقع Soccerway.com (الإنجليزية)